# Lauren Ridloff
Lauren Teruel Ridloff (Chicago, 6 aprile 1978) è un'attrice e insegnante statunitense, membro della comunità sorda.

## Biografia
Dalla nona stagione della serie televisiva post-apocalittica di The Walking Dead interpreta il personaggio di Connie, membro del gruppo di Magna e la prima sorda della serie.
Nel 2018 è Sarah nel dramma Figli di un dio minore a Broadway e per la sua interpretazione viene candidata al Tony Award alla miglior attrice protagonista in un'opera teatrale.
Nel 2019 è stata scelta per interpretare la versione femminile di Makkari nel film del Marvel Cinematic Universe Eternals, diretto da Chloé Zhao, uscito in Italia il 3 novembre 2021.

## Filmografia

### Cinema
- If You Could Hear My Own Tune, regia di Jade Bryan (2011)
- La stanza delle meraviglie (Wonderstruck), regia di Todd Haynes (2017)
- Sign Gene, regia di Emilio Insolera (2017)
- Sound of Metal, regia di Darius Marder (2019)
- Eternals, regia di Chloé Zhao (2021)

### Televisione
- Legacies – serie TV, episodio 1x02 (2018)
- The Walking Dead – serie TV, 55 episodi (2018-2022)
- New Amsterdam – serie TV, episodio 1x19 (2019)

## Teatro
- Figli di un dio minore di Mark Medoff, regia di Kenny Leon. Berkshire Theatre di Stockbridge (2017), Studio 54 di Broadway (2018)

## Riconoscimenti
- Tony Award
  - 2018 – Candidatura alla miglior attrice protagonista in un'opera teatrale per Figli di un dio minore
- Drama League Award
  - 2018 – Candidatura alla miglior performance per Figli di un dio minore
- Outer Critics Circle Award
  - 2018 – Candidatura alla miglior attrice in un'opera teatrale per Figli di un dio minore
- Theatre World Award
  - 2018 – Migliore debuttante per Figli di un dio minore